# Levin Kurio
Levin Kurio (* 23. September 1977 in Itzehoe) ist ein deutscher Comiczeichner, Autor und Verleger.
Seit 1992 veröffentlichte er unter dem Label Weissblech Comics über 100 Comic-Hefte. Unter anderem war er der Initiator der Undergroundserie Koma-Comix, die Mitte der 1990er Jahre über Punk-Vertriebe und Handverkauf verbreitet wurde. Inzwischen ist er maßgeblich an den Heftserien Hammerharte Horrorschocker, XXX-Comics und Weissblechs weltbeste Comics beteiligt, zudem gestaltet er bei anderen Serien die Farbgebung.
Levin Kurio arbeitet mit anderen anerkannten deutschen Comiczeichnern zusammen, darunter Wittek, Eckart Breitschuh, Peter Schaaff und Rainer F. Engel.